# Рейнін Григорій Романович

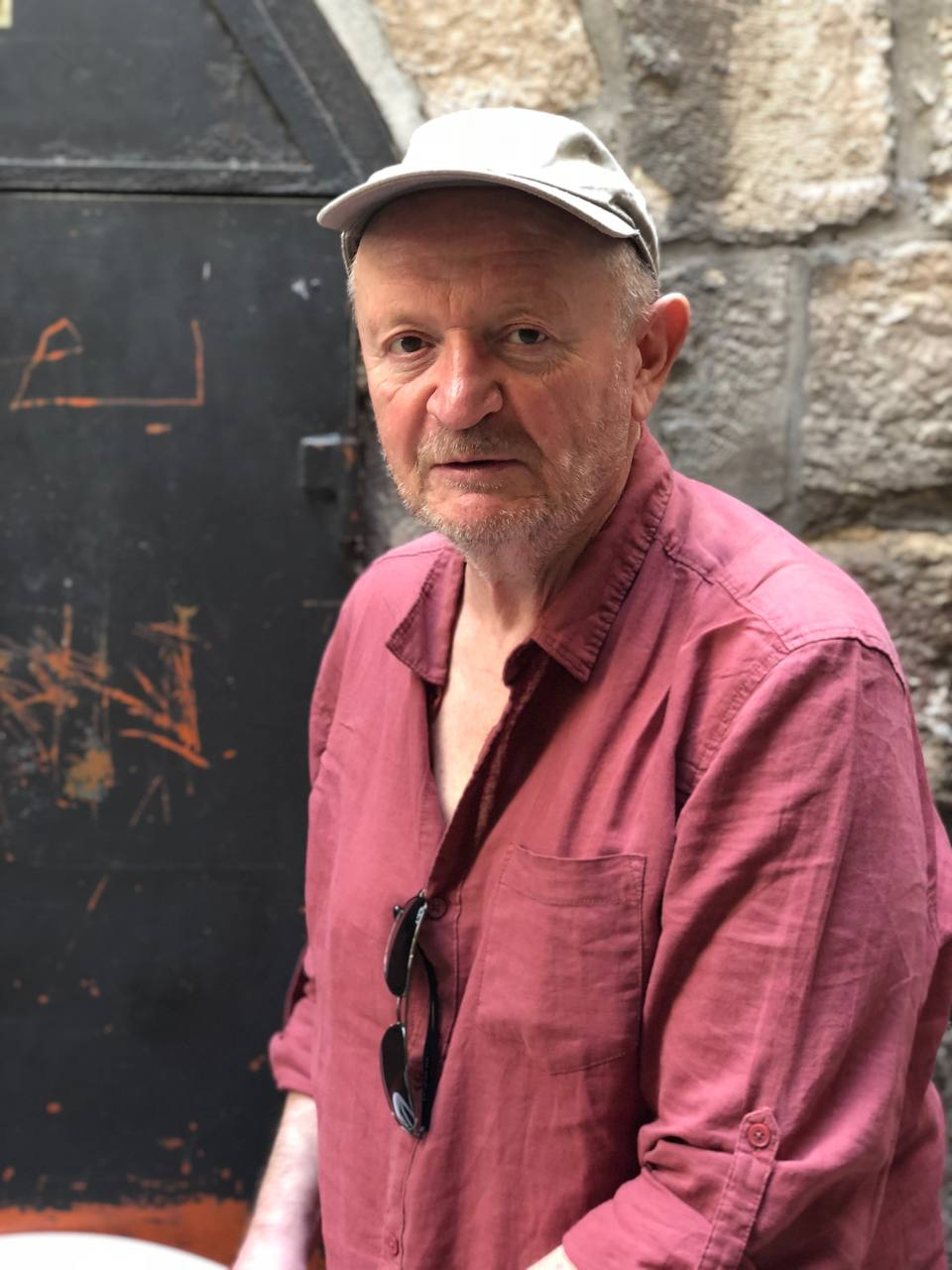
Рейнін Григорій

Григорій Романович Рейнін (нар. 8 червня 1951 року) — математик, доктор філософії в галузі психології, один із засновників Соціоніки, автор робіт і тренінгів, спрямованих на розвиток здібностей людини, засновник практики «Сенситивний тренінг», автор книги Пластична реальність , книг по Соціониці, наприклад «Соціоника. Наодинці з іншими» та є засновником Школи Раціональної Психотехніки «Студія 21».

## Біографія
Народився в Санкт-Петербурзі. З 1976 року займається дослідженням свідомості людини.
У 1968 році закінчив Ленінградську 239-ту фізико-математичну школу. У 1974 році — фізико-механічний факультет Ленінградського політехнічного інституту, а у 1988 році — факультет психології Ленінградського державного університету.
У 2023 році презентував книгу «Пластична реальність».
З 2011 року проживає в м.Одеса, Україні, у шлюбі з Ольгою Рейнін.

## Діяльність
Математик, доктор філософії в галузі психології, один із засновників Соціоніки, автор численних робіт та тренінгів, спрямованих на розвиток здібностей людини. Він є засновником Школи Раціональної Психотехніки «Студія 21», де проводить лекції, семінари та практик-тури по всьому світу.
Автор численних праць із соціоніки, зокрема книг «Соціоніка. Типологія. Малі групи» (2005) та «Таємниці типу. Моделі. Групи. Ознаки» (2009), а також ряду тренінгів і практик, що розвивають неспецифічні здібності людини. Навчався, а згодом і працював разом з авторкою соціоніки Аушрою Аугустінавічюте.
Його книга «Пластична реальність» заснована на більш ніж 40-річному досвіді роботи з індивідуальною свідомістю. У ній автор розкриває підходи до використання свідомості як інструмента для особистісного розвитку та гармонії.
Г. Рейнін також відомий своїми дослідженнями в галузі соціоніки, зокрема книгою «Соціоніка. Наодинці з іншими», де аналізує стереотипи поведінки та сприйняття, допомагаючи людям краще розуміти себе та оточуючих.
Його тренінги та практики, такі як «Сенситивний тренінг», «Ступені свободи свідомості», «Алгоритми Майстерності», «Шут у Всесвіті» та інші спрямовані на гармонізацію мислення, роботу зі сприйняттям та розкриття внутрішнього потенціалу. Григорій Рейнін є автором методики «сенситивний тренінг».
Згідно з профілем на Education.ua, є «жива легенда» в сфері езотерики, дійсний член МАІСУ і IASC.
Навчався, а згодом і працював разом з авторкою соціоніки Аушрою Аугустінавічюте.
У 1968 році закінчив Санкт-Петербурзьку 239-ту спеціалізовану фізико-математичну школу. У 1974 році — фізико-механічний факультет Ленінградського політехнічного інституту за спеціальністю «теплофізика». Протягом 14 років працював у галузі теоретичної теплофізики.
Із 1984 року розпочав дослідження в галузі соціоніки. Математично вивів додаткові 11 ознак до 4 дихотомій Юнга, що стали основою сучасної соціоніки.
У 1988 році здобув другу вищу освіту — закінчив психологічний факультет Санкт-Петербурзького державного університету за спеціальністю «інженерна психологія».
З 1989 по 1992 рік працював у Ленінградському державному інституті театру, музики і кінематографії (ЛГІТМіК) у лабораторії психології акторської творчості, викладав психологію на режисерському факультеті.
У 1997 р. присуджено звання доктора філософії в галузі психології.
З 1999 по 2005 рік був заступником директора з наукової роботи Інституту практичної філософії.
З 1994 по 2000 рік — голова редакційної колегії журналу «Реальність і Суб'єкт», що видавався Академією МАІСУ (Міжнародна академія «Інформація. Зв'язок. Управління в техніці, природі й суспільстві»).
Член Професійної Психотерапевтичної Ліги (5724).
Дійсний член МАІСУ (10-066).
Дійсний член IASC (International Academy of Science and Culture).
Іноземний член Американської типологічної асоціації (APT).
У своїх публічних лекціях Рейнін висвітлює поняття інформації, свідомості та сприйняття. Зокрема, у відео «Сутність інформації: у чому вона і як розуміти цей термін?» він розглядає інформацію як багатовимірне явище.